# Ted Tally
Ted Tally est un scénariste américain né le 9 avril 1952.

## Filmographie
- 1990 : La Fièvre d'aimer (White Palace) de Luis Mandoki
- 1991 : Le Silence des agneaux (The Silence of the Lambs) de Jonathan Demme, Prix Edgar-Allan-Poe du meilleur scénario
- 1996 : La Jurée (The Juror) de Brian Gibson
- 1996 : Le Poids du déshonneur (Before and After) de Barbet Schroeder
- 2000 : De si jolis chevaux (All the Pretty Horses) de Billy Bob Thornton
- 2002 : Dragon rouge (Red Dragon) de Brett Ratner
- 2018 : Horse Soldiers (12 Strong) de Nicolai Fuglsig

## En tant que producteur associé
- 2000 : Mission to Mars de Brian De Palma